# Pietro Bertolini
Pietro Bertolini (Venezia, 24 luglio 1859 – Torino, 28 novembre 1920) è stato un politico italiano, più volte ministro.

## Biografia
Eletto Deputato nel 1890, fu sempre riconfermato e restò a Montecitorio fino al 1919.
Fu Sottosegretario al Ministero delle Finanze dal 1894 al 1896 nel Governo Crispi IV e al Ministero dell'Interno dal 1899 al 1900 nel Governo Pelloux II. 
Divenne Ministro dei lavori pubblici dal 09 novembre 1907 all'11 dicembre 1909 nel Governo Giolitti III
Nel novembre 1912 fu nominato Ministro delle colonie sotto il Governo Giolitti IV fino al marzo 1914.
Colto da malore, muore a Torino nel 1920. La sua tomba è nel cimitero di Montebelluna, sua città di residenza.